# أبو السوس (المفرق)
أبو السوس منطقة سكنية تقع في لواء قصبة المفرق، محافظة المفرق في الأردن. تنتمي المنطقة لقضاء إرحاب الذي يضم 26 منطقة. يقدر عدد سكانها بـ 39 نسمة حسب إحصاء 2015.

## الوصلات الخارجية
- دائرة الاحصاءات العامة